# 울리세스 코레이아 에 실바

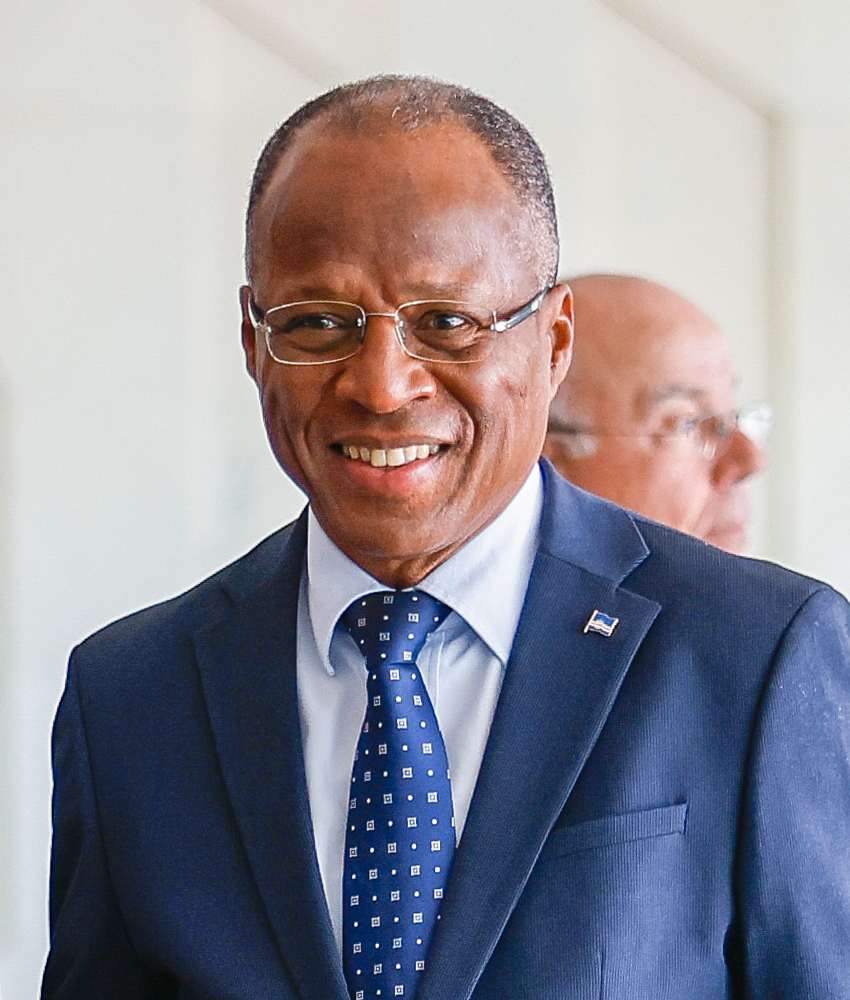
2023년 모습

울리세스 코레이아 에 실바(Ulisses Correia e Silva, 본명: José Ulisses de Pina Correia e Silva, 포르투갈어 발음: [ʒuˈzɛ uˈlisɨʒ ðɨ ˈpinɐ kuˈʁɐjɐ i ˈsilvɐ], 1962년 6월 4일 ~ )는 카보베르데의 사업가이자 정치인으로 2016년 4월 22일부터 카보베르데의 총리를 맡고 있다.
자신이 속한 정당인 민주화운동이 2016년 3월 20일 국회의원 선거에서 승리하면서 취임했다.